# Parafia Matki Bożej Szkaplerznej w Stróżewie
Parafia Matki Bożej Szkaplerznej w Stróżewie jest jedną z 10 parafii leżącą w granicach dekanatu chodzieskiego. Erygowana w 1973. Jej świątynią parafialną jest wzniesiony na przełomie XIX i XX wieku poewangelicki kościół pod wezwaniem Matki Bożej Szkaplerznej.

## Dokumenty
Księgi metrykalne: 
- ochrzczonych od 1973 roku
- małżeństw od 1973 roku
- zmarłych od 1973 roku

## Proboszczowie
- ks. Adam Kucharski (?– 2025)[1]
- ks. Waldemar Czarnecki (2025– )[2]